# Лебеденко Микита Федотович
Лебеде́нко Мики́та Федо́тович (28 травня 1899 — 16 червня 1956) — радянський воєначальник періоду німецько-радянської війни, генерал-лейтенант (1944). Герой Радянського Союзу (1944).

## Біографія
Народився 28 травня 1899 року в селі Чайківка Ананьївського повіту Херсонської губернії (нині село Краснопіль Врадіївського району Миколаївської області) в селянській родині. Українець. Член ВКП(б) з 1925 року.
Дитячі роки провів у селі Нові Кіргани Кагульського району Молдови. Закінчив середню школу.
У 1917 році вступив до загону Червоної Гвардії. У лавах РСЧА з травня 1919 року. Учасник Громадянської війни в Росії у складі 17-ї кавалерійської дивізії на Південному і Західному фронтах. Пройшов шлях від червоноармійця до командира кавалерійського ескадрону. Нагороджений двома орденами Червоного Прапора.
У 1922–1923 роках — помічник командира ескадрону і помічник начальника полкової школи 17-го кавалерійського полку 3-ї кавалерійської дивізії.
У 1924 році закінчив повторні курси при 2-у кавалерійському корпусі. У 1927 році закінчив Київську об'єднану військову школу червоних командирів. З серпня 1927 року — начальник полкової школи 40-го кавалерійського полку 7-ї кавалерійської дивізії. З вересня 1929 року — командир і комісар 41-го окремого кавалерійського ескадрону 3-го кавалерійського корпусу. У 1930 році нагороджений третім орденом Червоного Прапора.
У 1936 році закінчив Військову академію РСЧА імені М. В. Фрунзе. З жовтня 1936 року — командир 108-го кавалерійського полку Бурят-Монгольської кавалерійської дивізії. З листопада 1937 року — командир 5-ї кавалерійської бригади.
19 серпня 1939 року полковник М. Ф. Лебеденко призначений командиром 91-ї мотострілецької дивізії. Учасник радянсько-фінської війни 1939–1940 років. За наступ на північний схід від Виборга у березні 1940 року нагороджений четвертим орденом Червоного Прапора.
25 квітня 1940 року присвоєно військове звання «комбриг», від 4 червня 1940 року — генерал-майор.
Учасник німецько-радянської війни з червня 1941 року. 91-а стрілецька дивізія під командуванням М. Ф. Лебеденка у складі 19-ї армії Західного фронту брала участь у Смоленській битві, була одним з небагатьох військових з'єднань, яким вдалося вирватись з Вяземського котла.
У жовтні 1941 року призначений командиром 50-ї стрілецької дивізії, що вела важкі оборонні бої на можайському напрямку. Учасник оборони Москви.
У 1942 році дивізія під командуванням генерала М. Ф. Лебеденка брала участь у Ржевсько-Сичовській наступальній операції.
В подальшому у складі військ Південно-Західного, Степового та 2-го Українського фронтів брав участь у визволенні Лівобережної України, форсуванні Дніпра, Кіровоградській наступальній операції.
У березні 1944 року М. Ф. Лебеденка призначено командиром 33-го гвардійського стрілецького корпусу 5-ї гвардійської армії. 10 квітня 1944 року йому присвоєно військове звання «генерал-лейтенант».
У ході проведення Умансько-Ботошанської операції дивізії корпусу під командуванням генерала Лебеденка брали участь у визволенні Кіровоградської, Миколаївської та Одеської областей.
Особливо талант полководця виявив у ході проведення Львівсько-Сандомирської операції. Коли у серпні 1944 року німецький 46-й танковий корпус завдав контрудару в районі польського міста Баранув з метою захоплення переправ через Віслу і оточення радянських військ на Сандомирському плацдармі, 33-й гвардійський стрілецький корпус отримав завдання зупинити ворога. Здійснивши 50-ти кілометровий марш-кидок, дивізії корпусу раптово контратакували німців і зупинили їх. В подальшому ворог був відкинутий на початкові позиції, втративши значну кількість техніки і живої сили.
На заключному етапі війни брав участь в Вісло-Одерській, Нижньо-Сілезькій, Верхньо-Сілезькій, Берлінській операціях.
У травні 1945 року призначений військовим комендантом міста Дрезден. З жовтня 1945 року по березень 1948 року — військовий комендант міста Відень.
У 1949 році закінчив Вищі академічні курси при Вищій військовій академії імені К. Є. Ворошилова.
З квітня 1949 року — командир 9-го гвардійського стрілецького корпусу.
У травні 1952 року за станом здоров'я вийшов у запас.
Мешкав у Москві. Помер 16 червня 1956 року. Похований на Введенському цвинтарі.

## Нагороди і почесні звання
Указом Президії Верховної Ради СРСР від 23 вересня 1944 року за вміле управління військами корпусу та виявлені при цьому мужність і героїзм
генерал-лейтенант Лебеденко Микита Федотович удостоєний звання Героя Радянського Союзу з врученням ордена Леніна і медалі «Золота Зірка» (№ 1967).
Нагороджений трьома орденами Леніна, шістьма орденами Червоного Прапора, орденом Богдана Хмельницького 1-го ступеня, двома орденами Суворова 2-го ступеня, медалями, а також польським орденом «Хрест Грюнвальда» 2-го ступеня.
Після смерті М. Ф. Лебеденка у 1956 році його нагороди були передані до Центрального музею Збройних Сил СРСР.

## Пам'ять
Село Кирчани Кагульського району Молдови перейменовано у село Лебеденко.
Ім'ям генерала М. Ф. Лебеденка названо вулицю в селищі Тучков Рузського району Московської області.